# Comuna Domajîr, Iavoriv
Domajîr (în ucraineană Домажир) este o comună în raionul Iavoriv, regiunea Liov, Ucraina, formată din satele Domajîr (reședința), Jornîska, Kojîci și Zeliv.

## Demografie
Componența lingvistică a comunei Domajîr
     Ucraineană (99,57%)
     Alte limbi (0,32%)
Conform recensământului din 2001, majoritatea populației comunei Domajîr era vorbitoare de ucraineană (99,57%), existând în minoritate și vorbitori de alte limbi.